# Əhmədli (Metro Baku)

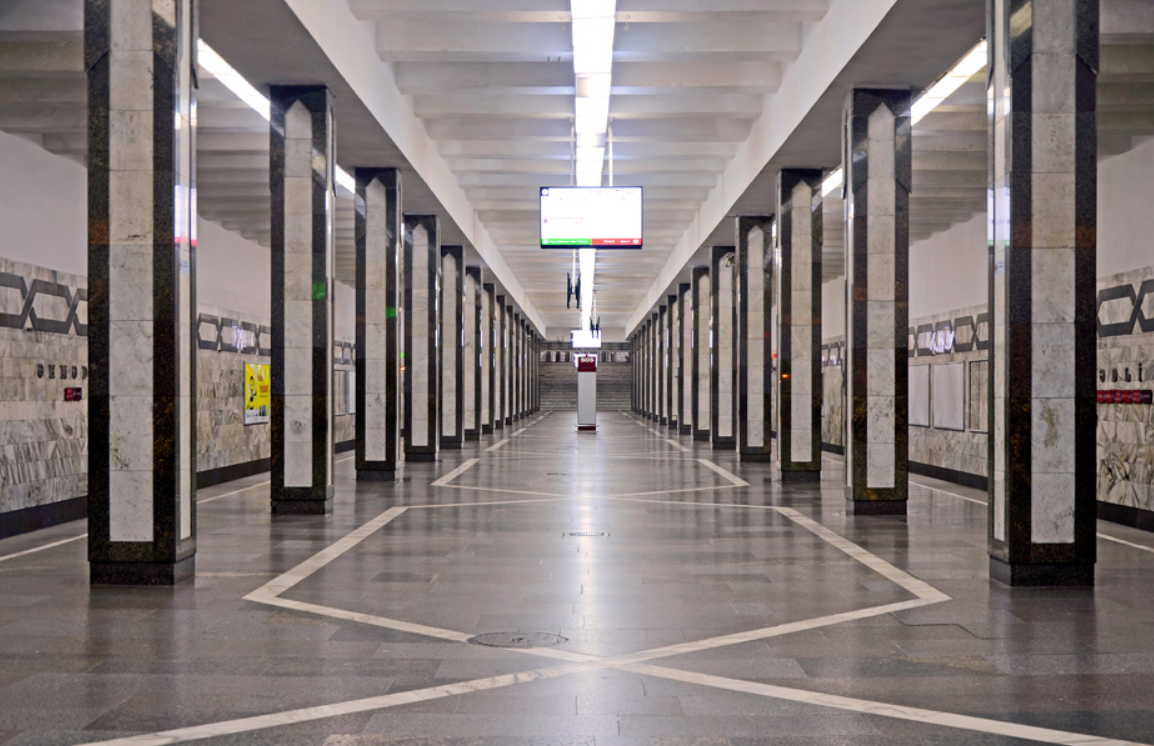

Əhmədli ist ein Knotenpunkt der Linien 1 und 2 der Metro Baku.
Die Station wurde am 28. April 1989 als Endbahnhof eröffnet. Sie ist die letzte Station, die zur Zeit der Sowjetunion eröffnet wurde. 2002 wurde die Station dann aufgrund einer Streckenverlängerung zum Zwischenbahnhof.
Sie wurde unter der Leitung der Architekten L. Kochubey und L. Avramenko gebaut. Der Boden des Bahnhofs ist mit grauen Granitplatten bedeckt. In der Mitte sind zwei weiße Marmorstreifen ausgelegt. Die Säulen, die die Bögen des Bauwerks tragen, ähneln Minaretten. Die Säulen sowie der Boden sind mit Granit- und Marmorplatten ausgekleidet. Die Decke der Station besteht aus Betonbalken, die mit weißer Emaille bedeckt sind.
In den Zügen, die in den Bahnhof einfahren, wird ein Fragment aus dem Lied „Baku“ des Komponisten Tofig Guliyev gespielt.
Es halten hier zudem zahlreiche Buslinien der Stadt Baku.